# Хавкина, Любовь Борисовна
Любовь Борисовна Хавкина (12 (24) апреля 1871, Харьков — 2 июня 1949, Москва; в замужестве Хавкина-Гамбургер, однако большинство книг опубликованы под девичьей фамилией) — российский теоретик и организатор библиотечного дела, крупный библиотековед и библиографовед. Заслуженный деятель науки РСФСР (1945), доктор педагогических наук (1949).

## Биография
Родилась в семье харьковских медиков. Отец, Борис Владимирович Хавкин, был выпускником медицинского факультета Харьковского университета 1874 года, владельцем харьковского издательства врача Б. Хавкина (впоследствии издательство книжного магазина Б. Хавкина и Д. Полуехтова), в котором в числе прочего выпускал собственные переводы научной медицинской литературы с немецкого языка. Мать работала фельдшером.
После окончания женской гимназии в 1888—1890 гг. преподавала в воскресной школе, основанной Христиной Алчевской. В 1891 г. выступает одним из организаторов первой харьковской бесплатной библиотеки. В том же году поступает на работу в Харьковскую публичную библиотеку, где трудится, с перерывами, до 1918 г. В 1898—1901 гг. Хавкина изучала библиотековедение в Берлинском университете, посетила Всемирную выставку 1900 года в Париже, где познакомилась с методами Американской библиотечной ассоциации и идеями её основателя Мелвила Дьюи, оказавшими на неё большое влияние. Кроме того, Хавкина параллельно с работой в библиотеке окончила Харьковское музыкальное училище по специальности «Теория музыки», что позволило ей в 1903 г. организовать и возглавить в Харьковской публичной библиотеке первый в российских общедоступных библиотеках музыкальный отдел с абонементом; Хавкина также публиковала в харьковских газетах музыкальные рецензии и обзоры.
Библиотековедческие труды Хавкиной берут начало с книги «Библиотеки, их организация и техника» (СПб.: Издание А. С. Суворина, 1904), получившей широкое признание в России и удостоенной золотой медали Всемирной выставки 1905 года в Льеже. На протяжении 1900—1910-х гг. Хавкина сотрудничает с журналами «Русская школа», «Просвещение», «Вестник воспитания», «Для народного учителя», пишет несколько статей для «Народной энциклопедии». В 1911 г. выходит написанное Хавкиной «Руководство для небольших библиотек» (М.: Издание Товарищества И. Д. Сытина), выдержавшее шесть изданий (вплоть до 1930 г.); за эту книгу Хавкина избирается почётным членом Российского библиографического общества. В этот же период Хавкина публикует научно-популярные книги «Индия: Популярный очерк» и «Как люди научились писать и печатать книги» (обе — М.: Издание Товарищества И. Д. Сытина, 1907).
С 1912 г. Любовь Хавкина делит свою жизнь между Харьковом и Москвой, где в 1913 г. при Народном университете Шанявского открываются, на основе составленного ею проекта, первые в России курсы библиотекарей, о необходимости которых Хавкина говорила ещё в 1904 г. в своём докладе на Третьем съезде российских деятелей технического и профессионального образования. Хавкина совмещает преподавание на курсах целого ряда дисциплин с работой для Харьковской публичной библиотеки (в 1914 г. её избирают в правление библиотеки) и зарубежными поездками — в 1914 г., в частности, Хавкина знакомится с опытом организации библиотечного дела в США (Нью-Йорк, Чикаго, Калифорния, Гонолулу) и Японии, описывая этот опыт в книге «Нью-Йоркская публичная библиотека» и в различных докладах. На американском опыте основана и работа Хавкиной «Авторские таблицы Кеттера в переработке для русских библиотек» (1916) — правила расстановки книг на библиотечных полках и в библиотечных каталогах на основании принципов, разработанных Ч. Э. Каттером; эти таблицы используются в русских библиотеках по сей день и именуются в просторечии «таблицы Хавкиной» (таблицы авторского знака).
В 1916 г. Любовь Хавкина принимает участие в подготовке и проведении учредительного съезда Российского библиотечного общества и избирается председателем его правления, оставаясь на этом посту до 1921 г. В 1918 г. Хавкина публикует труд «Книга и библиотека», в котором формулирует своё отношение к идеологическим веяниям новой эпохи:

Библиотека закладывает фундамент общечеловеческой культуры, поэтому влияние государственной политики умаляет её задачу, суживает её работу, придаёт её деятельности тенденциозный и односторонний характер, превращает её в орудие партийной борьбы, которой публичная библиотека по самой своей сущности должна быть чужда.

После Октябрьской революции Университет Шанявского был реорганизован (а по существу — закрыт), однако отделение библиотечного дела во главе с Хавкиной было сохранено в виде Научно-исследовательского кабинета библиотековедения (с 1920 г.), который впоследствии стал основой для Московского библиотечного института (ныне — Московский государственный университет культуры и искусств).
В 1928 г. Любовь Хавкина вышла на пенсию. На протяжении 1930-40-х гг. она консультировала различные советские организации (не столько как библиотековед, сколько по линии иностранных языков: Хавкина хорошо владела десятью языками). В то же время она не прекращала работать над методическими трудами по библиотековедению, опубликовав книги «Составление указателей к содержанию книг и периодических изданий» (1930), «Сводные каталоги (Историко-теоретическая практика)» (1943) и др.
После Великой Отечественной войны о Хавкиной вспомнили. Она была награждена орденом «Знак Почёта» (1945), ей было присвоено звание Заслуженного деятеля науки РСФСР (1945), а в 1949 г., незадолго до смерти, ей была присуждена степень доктора педагогических наук (за книгу «Сводные каталоги»).

## Память
Похоронена Любовь Борисовна на Миусском кладбище в г. Москве. По центральному проходу от южных ворот, с правой стороны yчастка № 2, недалеко от приметной таблички с надписью «Здесь покоится великий русский библиограф Андрей Дмитриевич Торопов» расположена могила с надписью «Любовь Борисовна Хавкина,1871-1949. Основоположник советского библиотековедения. Заслуженный деятель науки».